# Norderney

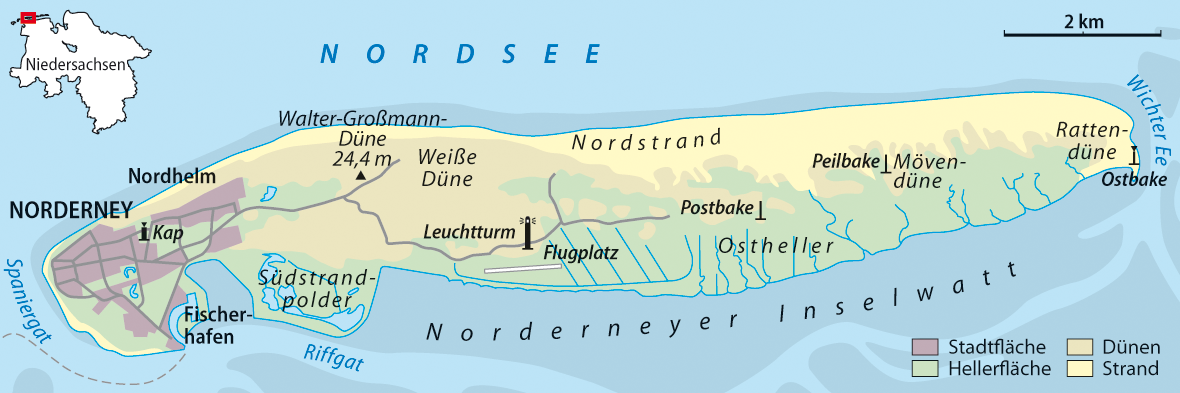
Wyspa Norderney

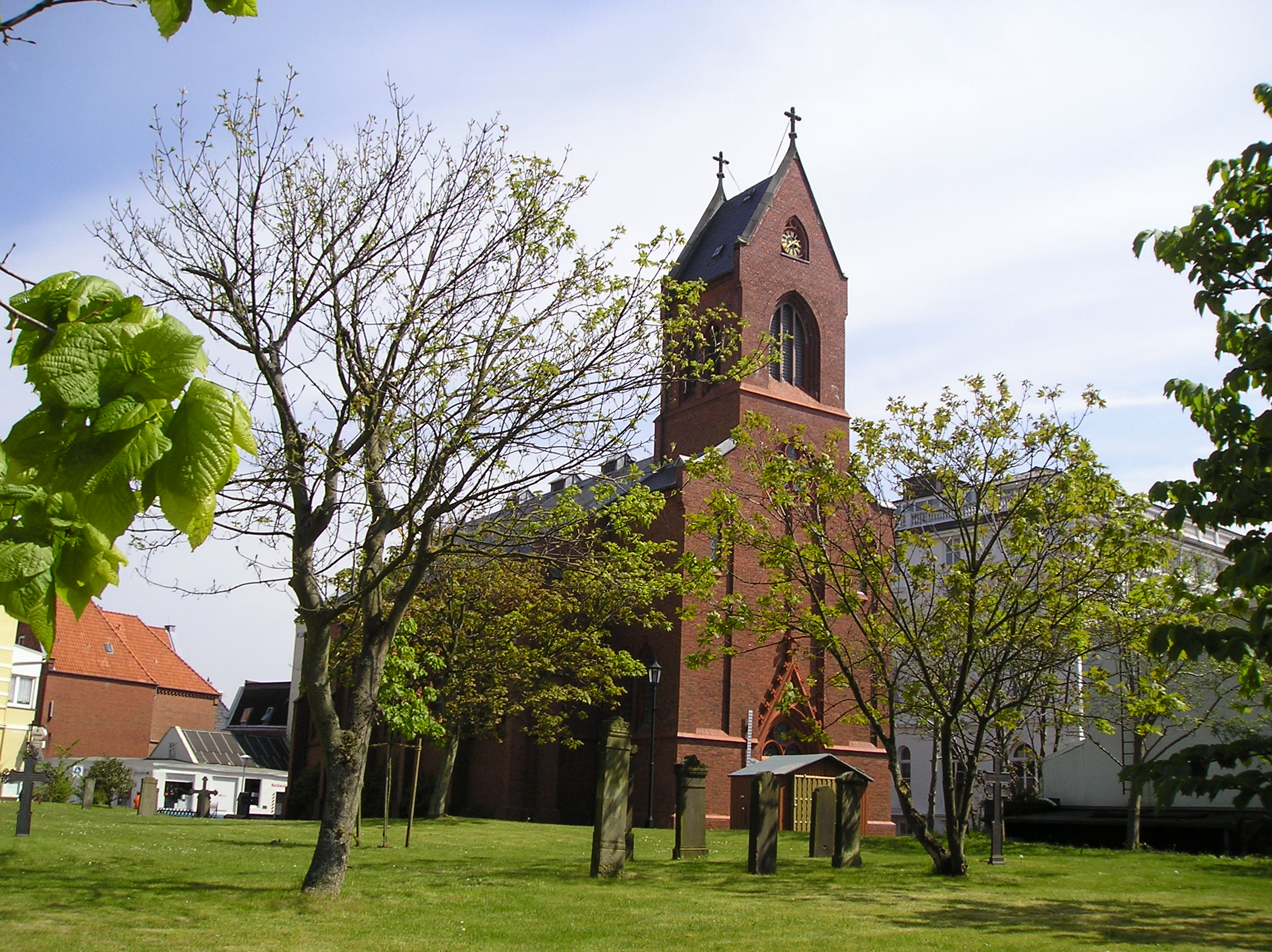
Kościół ewangelicki

Norderney (wschodniofryz. Nörderneei) – wyspa w Niemczech, położona na Morzu Północnym (Morze Wattowe) i będąca częścią archipelagu Wysp Wschodniofryzyjskich. Administracyjnie należy do Dolnej Saksonii.
Wymiary wyspy to 13 × 2 km. Jej najwyższy punkt stanowi wierzchołek miejscowych wydm (21 m n.p.m.).
Położony na niej jest port Norderney, który skupia większość populacji. W 1797 roku uzyskał status miejscowości uzdrowiskowej, co czyni go najstarszym niemieckim kurortem.